# هوبفنر ها-11/33
هوبفنر ها-11/33 عبارة عن قارب برمائي طائر بني في النمسا عام 1933 وفقًا لمواصفات شركة د.أوتكر. وكانت النتيجة طائرة أحادية الجناح تقليدية ذات جناح مرتفع ذات هيكل قارب متدرج وعوامات على دعامات تحت الأجنحة في منتصف المسافة. كانت المقصورة مغلقة بالكامل، وتم تركيب المحركين التوأمين على شكل جرار على الدعامات فوق الجناح.

## تطوير
تم شراء HA-11/33 من قبل سلاح الجو النمساوي، وتم امتصاصه لاحقًا في لوفتفافه الألمانية بعد آنشلوس.

## مواصفات
البيانات من 
الخصائص العامة
- طاقم: 1
- سعة: 3 pax
- طول: 10.17 م (33 قدم 4 بوصة)
- باع الجناح: 14.11 م (46 قدم 4 بوصة)
- ارتفاع: 3.15 م (10 قدم 4 بوصة)
- مساحة الجناح: 30.4 م2 (327 قدم2)
- الوزن فارغة: 1,100 كـغ (2,425 رطل)
- الوزن الإجمالي: 1,800 كـغ (3,968 رطل)
- محركات: 2 × سيمنز هالسكي ش 14 7-cylinder air-cooled radial piston engines, 93 كـو (125 حصان)  الواحد
- مراوح: 2-ريشة wooden fixed-pitch propellers

أداء
- السرعة القصوى: 190 كم/س (118 ميل/س؛ 103 عقدة)
- سرعة العبور: 160 كم/س (99 ميل/س؛ 86 عقدة)
- مدى: 900 كـم (559 ميل؛ 486 nmi)
- سقف الخدمة: 4,500 م (14,764 قدم)

- Crew: 1
- Capacity: 3 pax
- Length: 10.17 m (33 ft 4 in)
- Wingspan: 14.11 m (46 ft 4 in)
- Height: 3.15 m (10 ft 4 in)
- Wing area: 30.4 m2 (327 sq ft)
- Empty weight: 1,100 kg (2,425 lb)
- Gross weight: 1,800 kg (3,968 lb)
- Powerplant: 2 × سيمنز هالسكي ش 14 7-cylinder air-cooled radial piston engines, 93 kW (125 hp) each
- Propellers: 2-bladed wooden fixed-pitch propellers

Performance
- Maximum speed: 190 km/h (120 mph, 100 kn)
- Cruise speed: 160 km/h (99 mph, 86 kn)
- Range: 900 km (560 mi, 490 nmi)
- Service ceiling: 4,500 m (14,800 ft)